# J-League Winning Eleven 2010 Club Championship
J-League Winning Eleven 2010 Club Championship è un videogioco a tema calcistico prodotto e sviluppato da Konami e distribuito da Import il 4 agosto 2010.
J-League Winning Eleven 2010 Club Championship è stata l'ultima puntata della serie J.League Winning Eleven.1 Questo gioco è il successore del J.League Winning Eleven 2009 Club Championship ed è stato diffuso il 5 agosto 2010, esclusivamente sul territorio Giapponese.2 Basato sugli elementi e sul motore di PlayStation 2. PES 2010 2. Questo gioco ha solo squadre di club (tranne le squadre nazionali) e squadre di (allora) le 2 divisioni della J. League, per un totale di 36 attrezzature. Il gioco include anche 118 squadre straniere di Premier League, Ligue 1, Serie A, Eredivisie, Primera División e una selezione di squadre di altri campionati.

## Ligas[editar]
Licenciadas
- J. League Division 1
- J. League Division 2
- Ligue 1
- Eredivisie

Licencia parcial
- Premier League (solo un equipo licenciado)
- Serie A (solo 6 equipos licenciados)
- Primera División (solo 10 equipos licenciados)

club 
I club di Eredivisie, Ligue 1 e seguenti hanno la licenza completa:

Croazia Dinamo Zagabria
```
Inghilterra Manchester United
Grecia Olympiacos
Grecia Panathinaikos
Italia ACF Fiorentina
Italia FC Internazionale Milano
Italia Juventus FC
Italia AC Milan
Italia AS Roma
Italia U.C. Sampdoria

Portogallo Benfica
Portogallo Porto
Portogallo Sporting CP
Romania CFR Cluj
Scozia Celtic
Scotland Rangers
Serbia Stella Rossa Belgrado
Romania Unirea Urziceni
Spagna Athletic Club
Spagna Atlético Madrid
Spagna FC Barcelona

Spagna Deportivo La Coruña
Spagna Espanyol
Spagna Mallorca
Spagna Racing Santander
Spagna Real Madrid
Spagna Siviglia
Spagna Villarreal
Turchia Beşiktaş
Turchia Fenerbahçe
Ucraina Dynamo Kyiv
```